# Алханайське сільське поселення
Алхана́йське сільське поселення (рос. Алханайское сельское поселение) — сільське поселення у складі Дульдургинського району Забайкальського краю Росії.
Адміністративний центр — село Алханай.

## Історія
2014 року були утворені села Південний Алханай та Північний Алханай шляхом виділення частин із села Алханай.

## Населення
Населення сільського поселення становить 945 осіб (2019; 1140 у 2010, 1101 у 2002).

## Склад
До складу сільського поселення входять:
| Населений пункт         | Населення, осіб (2002) | Населення, осіб (2010) |
| ----------------------- | ---------------------- | ---------------------- |
| Алханай, село           | 1101                   | 1140                   |
| Південний Алханай, село | -                      | -                      |
| Північний Алханай, село | -                      | -                      |